# Tjärnmyrtjärnen (Ramsele socken, Ångermanland)
Tjärnmyrtjärnen är en sjö i Sollefteå kommun i Ångermanland och ingår i Ångermanälvens huvudavrinningsområde.